# City Investing Building
El City Investing Building fue uno de los primeros rascacielos de la ciudad de Nueva York, y uno de los edificios más grandes de su época, construido en 1908 y demolido en 1968.
El edificio estaba situado en el número 56 de Cortland Street, entre Broadway y Church Street, y fue construido entre 1906 y 1908. El arquitecto fue Francis Kimball, y la construcción fue realizada por la Hedden Construction Company de Nueva Jersey. El edificio tenía una torre de 33 pisos, pero la mayor parte del complejo se elevaba hasta los 26 pisos, y presentaba una estructura en forma de F.
Con la construcción en 1908 del Singer Building (brevemente el edificio más alto del mundo), la Hudson Terminal (el edificio de oficinas más grande de su tiempo), el Equitable Building, y otros, el City Investing Building se mantuvo como uno edificios de los más fotografiados, siendo una demostración, buena o mala, de la densidad urbana. La construcción del Equitable Building condenó todos los pisos inferiores al 24 del City Investing Building a la sombra permanente. Esta situación fue la causa directa de la Ley de Zonificación de 1916, que estableció una serie límites de altura además de imponer chaflanes en las fachadas de los edificios en función de la anchura de las calles.
Desde 1928 hasta 1932 fue conocido como el Benenson Building, y desde entonces simplemente como su dirección, 165 Broadway.
El edificio fue demolido en 1968, junto con el cercano Singer Building, dando espacio para la construcción del One Liberty Plaza. El Singer Building es el tercer edificio más alto jamás destruido, mientras que el City Investing Building ocupa el octavo puesto en esta lista.

## Galería

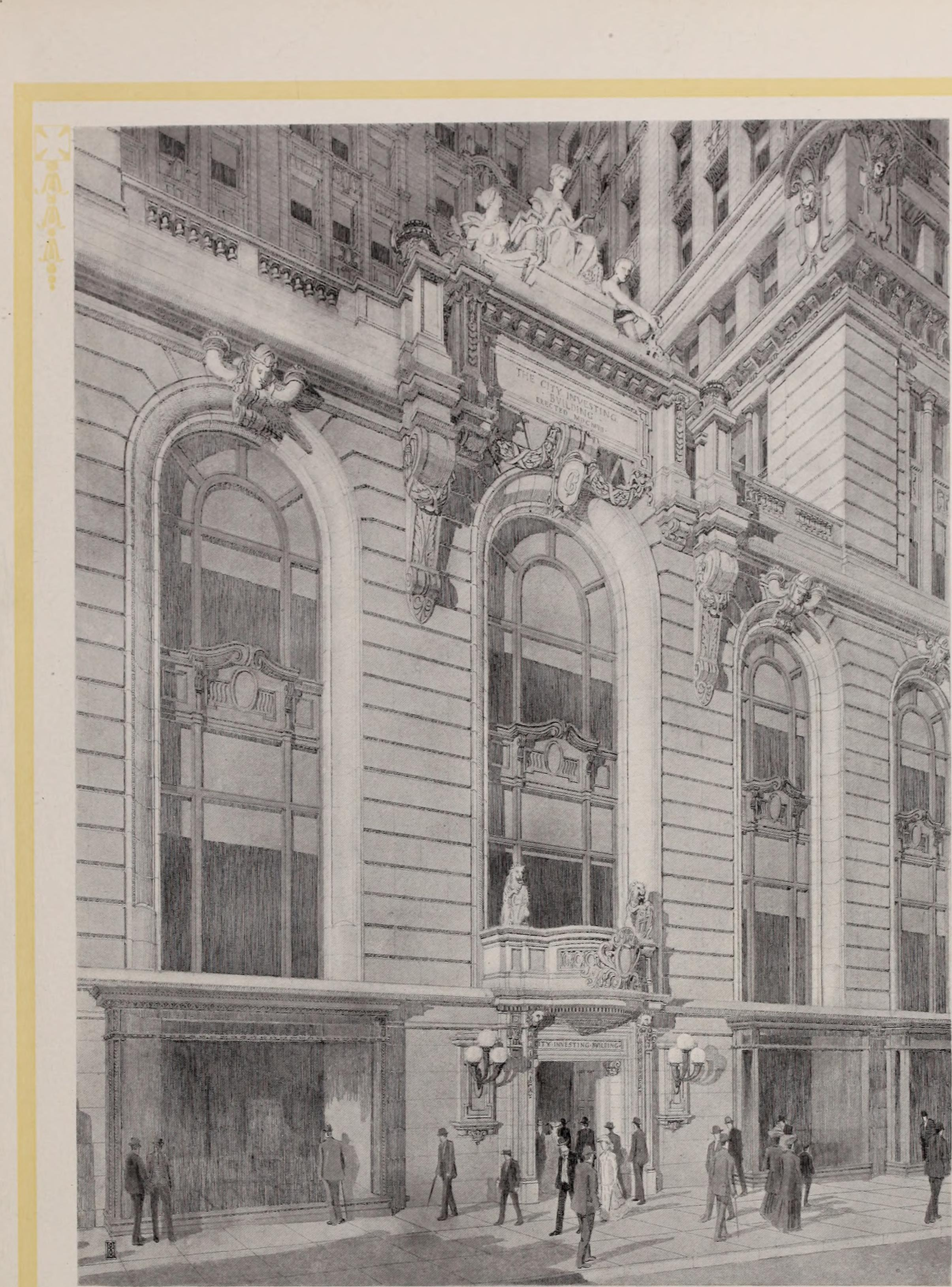
Entrada principal en Broadway
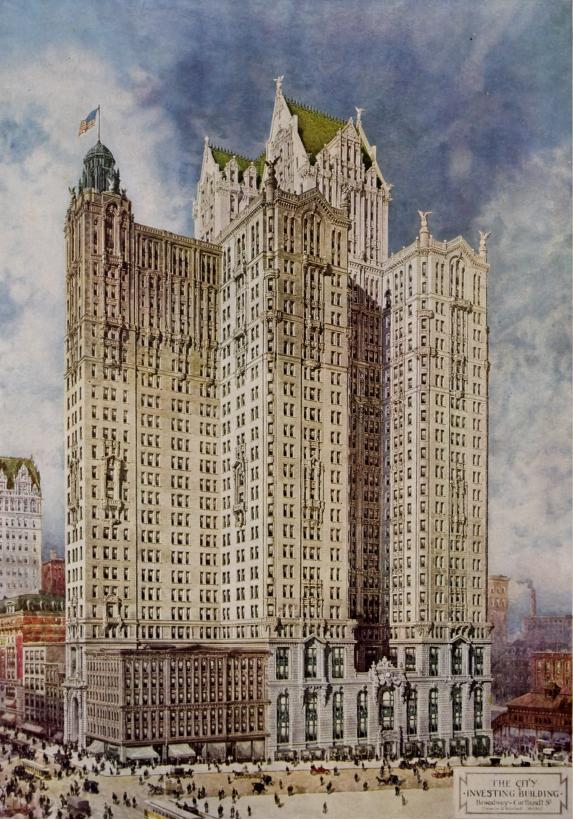
En un dibujo de 1907
Decoración de la fachada
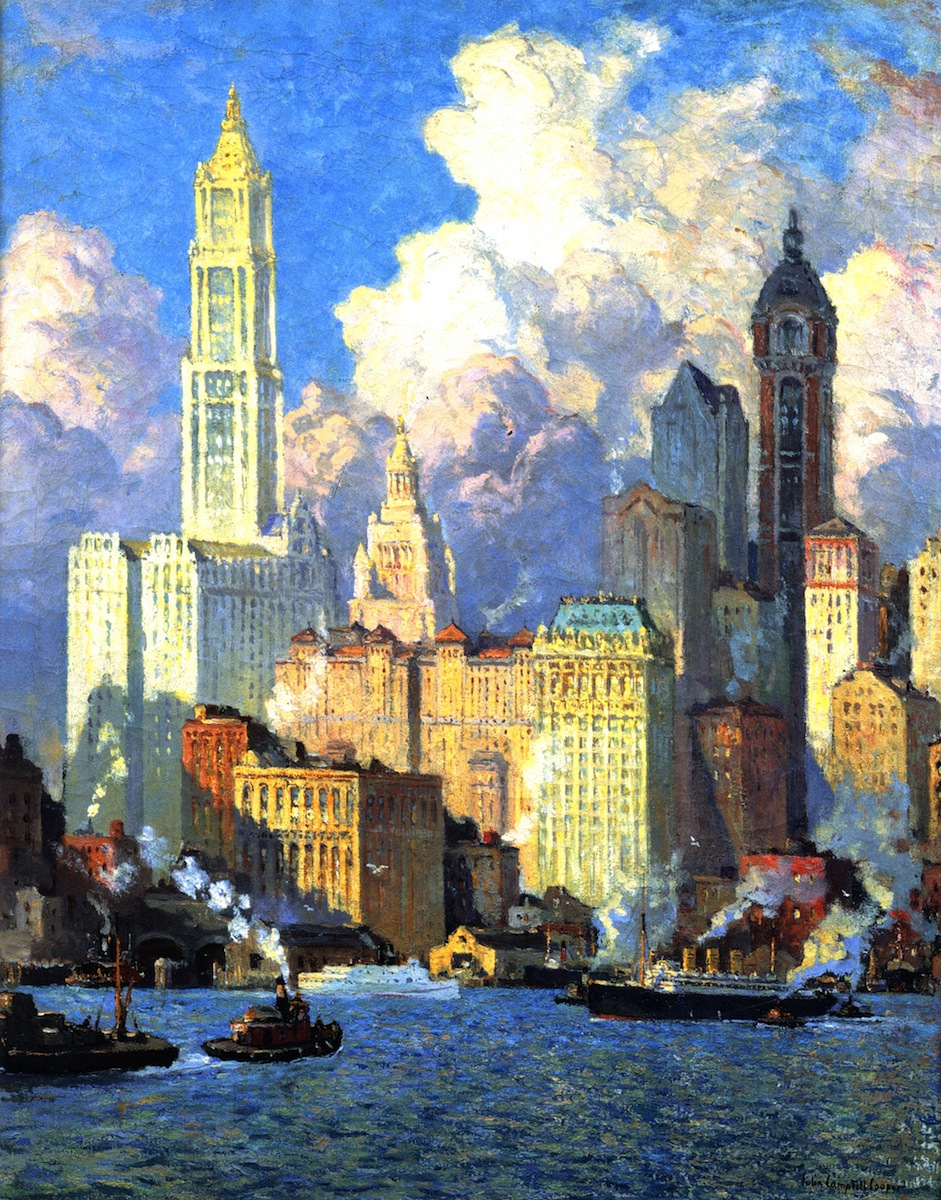
En un óleo de Colin Campbell Cooper
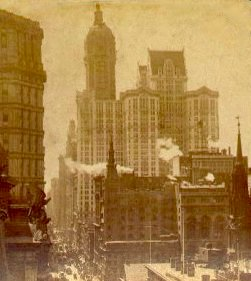
Con el Singer Building